# Minong, Wisconsin
Minong là một làng thuộc quận Washburn, tiểu bang Wisconsin, Hoa Kỳ. Năm 2006, dân số của làng này là 531 người.